# Curso de Ciências Moleculares
O Curso de Ciências Moleculares, também conhecido como CM (e anteriormente como CCM ou CECM), é uma opção de graduação da Universidade de São Paulo voltada para alunos que desejam seguir profissionalmente na carreira de pesquisa e desenvolvimento. Sua ementa curricular tem como prioridades a liberdade acadêmica, a interdisciplinaridade e a multidisciplinaridade.
Sua grade curricular tem duração ideal de oito semestres e é dividida em dois ciclos: nos dois primeiros anos, conhecidos como ciclo básico, há aulas de biologia, física, química, matemática e computação; nos dois anos finais, conhecidos como ciclo avançado, os alunos fazem iniciação científica ou estágio em pesquisa e desenvolvimento e montam uma grade com disciplinas oferecidas em qualquer instituição de ensino superior reconhecida no mundo, incluindo as de pós-graduação.
O curso, anteriormente sediado no Favo 22 das Colmeias, hoje é sediado no Centro de Pesquisa e Inovação (Inova USP), no campus Cidade Universitária Armando de Salles Oliveira, no distrito do Butantã, em São Paulo.

## História
A ideia por trás do curso surgiu de discussões no gabinete do então vice-reitor Roberto Lobo, nas quais, segundo ele, debatia-se a "[necessidade de] desmontar a rígida estrutura curricular [dos] cursos centrados nos departamentos". Sua data oficial de criação — à época nomeado Curso Experimental de Ciências Moleculares — pode ser considerada 5 de julho de 1991, quando a Resolução CoG (Conselho de Graduação) n.º 3836, de 3 de julho do mesmo ano, foi oficialmente publicada na edição do Diário Oficial do Estado daquele dia. Entretanto, seu reconhecimento pelo então Ministério da Educação e do Desporto só veio a acontecer com a Portaria n.º 613, de 13 de junho de 1996, publicada no Diário Oficial da União (DOU) do dia seguinte.

## Ingresso
Diferentemente dos outros cursos da USP, nos quais os estudantes ingressam através de um exame vestibular preparado pela FUVEST, o CM possui um próprio processo seletivo dentro da universidade. Qualquer aluno regularmente matriculado na USP pode se inscrever, mas é comum que os mais bem-colocados no vestibular recebam um convite para o processo seletivo.
Seu processo seletivo, que costuma ocorrer no fim do primeiro semestre, consiste em uma prova escrita de conhecimentos gerais e uma dinâmica de grupo, a partir do qual são selecionados, em média, 40 alunos anualmente para uma turma que se iniciará no segundo semestre.
Na prova escrita é feito um teste discursivo de matemática, física, química, biologia e inglês. Os aprovados na prova escrita, então, passam por uma entrevista em grupos de até vinte concorrentes, na qual é feito um debate científico entre os participantes.

## Estrutura

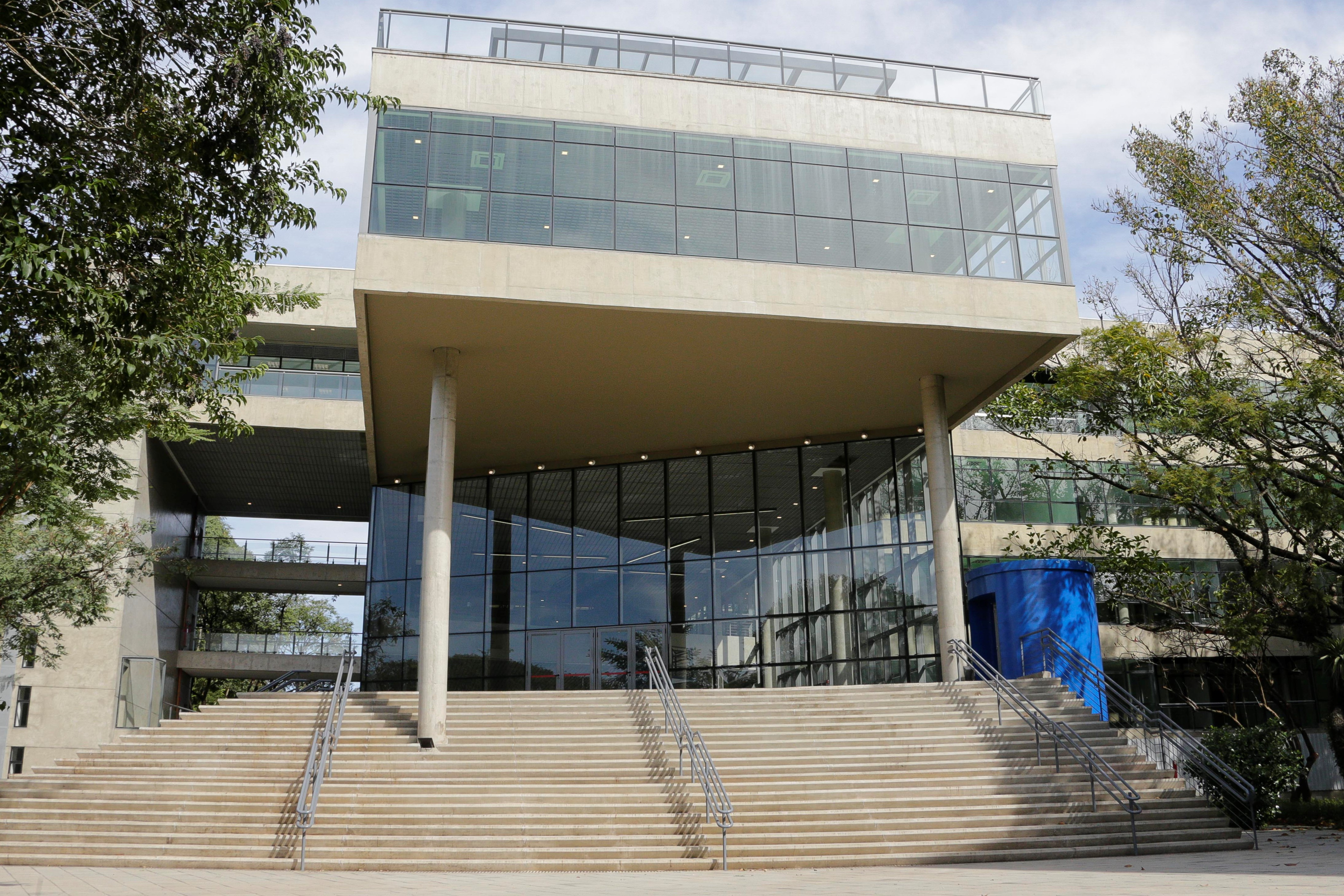
Fachada do Inova USP, edifício no qual o curso é situado.

Ao contrário dos demais cursos da USP, o Curso de Ciências Moleculares não está vinculado a nenhum outro departamento ou faculdade, mas sim diretamente à Pró-Reitoria de Graduação. Nesse sentido, ele mantém certo grau de independência das demais unidades universitárias, embora conte com os recursos já existentes destas, como laboratórios e o corpo docente que ministra as disciplinas do ciclo básico.
O curso, com duração prevista de quatro anos, é dividido em dois ciclos: os alunos ingressantes têm aulas de biologia, física, química, matemática e computação nos dois primeiros anos, conhecidos como ciclo básico; nos dois anos finais, conhecidos como ciclo avançado, os alunos fazem pesquisa e montam uma grade com disciplinas oferecidas em qualquer instituição de ensino superior reconhecida no mundo, incluindo as de pós-graduação. O aluno aprovado pode desistir a qualquer momento de sua matrícula no curso, pelo que retornará ao seu instituto de origem.
Em contraste aos outros cursos da universidade, ocorre semestralmente uma reunião da Comissão de Graduação para decidir quais alunos irão permanecer no curso. Na reunião, composta pelo pró-reitor de Graduação da USP, pelo coordenador do curso, por professores e por representantes discentes, é avaliado o desempenho individual dos alunos, podendo haver desligamento e retorno ao instituto de origem em casos nos quais o aproveitamento não seja considerado satisfatório pela Comissão.